# Plan-Witteveen

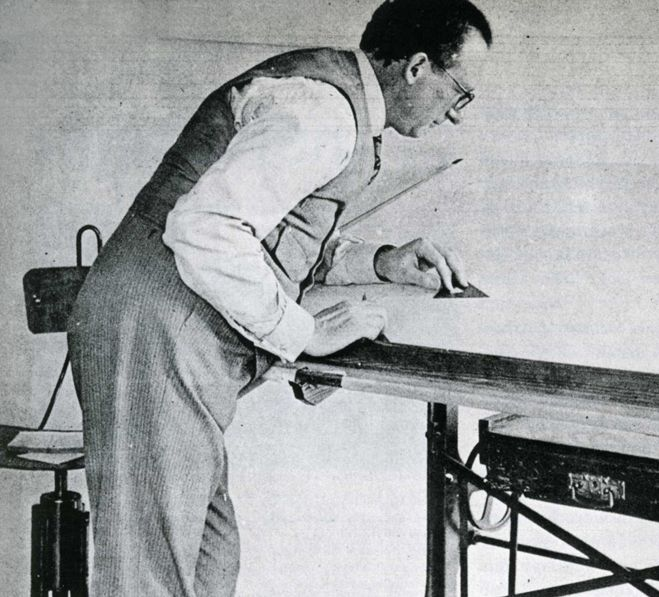
De stadsarchitect van Rotterdam W.G. Witteveen aan het werk in juni 1940

Het Plan-Witteveen, ook bekend als het Stadsplan voor de Wederopbouw, het Wederopbouwplan van Rotterdam of het Wederopbouwplan, is het originele maar grotendeels niet uitgevoerde stedenbouwkundig plan voor het in de Tweede Wereldoorlog verwoeste centrum van Rotterdam.

## Geschiedenis

### Voorafgaand
Al ver voor de oorlog bestond een wil om het centrum te herstructureren. In 1840 begonnen de eerste gedachtes tot aanpassing al vanwege de groeiende handel, havens en inwoneraantal. Lang bleef het echter bij redelijk kleine ingrepen; de demping van een handjevol grachten, de sloop van de Kleine Draaibrug die een verkeersader was geworden en de bouw van nieuwe kades en het bedrijfsverzamelgebouw Plan C. Net voor de Tweede Wereldoorlog waren al wat grotere projecten uitgevoerd onder leiding van vaste stadsarchitect Willem Gerrit Witteveen. Deze projecten bestonden onder andere uit de herinrichting van het Hofplein en de verplaatsing van de Delftsche Poort, de aanleg van de Maastunnel en de bouw van het nieuwe Beursgebouw.
Tijdens het begin van de Tweede Wereldoorlog, besloot Nazi-Duitsland om Nederland aan te vallen. De Duitsers besloten om binnen te vallen op 10 mei 1940 met het doel om de Maasbruggen in te nemen: de Willemsbrug vanaf de Boompjes en de Willemsspoorbrug vanaf het Noordereiland. Zij werden echter tegengehouden in de strijd door de vechtende mariniers en eenheden van de Landmacht aan de andere zijde, waarop de Luftwaffe genoodzaakt was om meerdere, kleine doelen in de stad te bombarderen vanaf 11 mei. Een voorbeeld van deze doelen is de Marinierskazerne aan het Oostplein, die het al op 12 mei moest ontgelden. Na vier dagen van vechten was het de Duitsers nog niet gelukt om de brug en de stad in te nemen, en stelde de Duitsers een ultimatum op: óf Nederland geeft zich over, óf de binnenstad van Rotterdam wordt volledig verwoest. Hoewel de onderhandelingen nog bezig waren, stegen de Heinkel He 111-bommenwerpers van de Luftwaffe alsnog op en vlogen richting de binnenstad. Omdat er geen bericht over deze actie was gearriveerd bij Generaal Schmidt, liet hij geen rode lichtkogels afvuren (een signaal dat de aanval moest worden afgeblazen). Als gevolg hiervan gooiden de bommenwerpers 97.000 kilo Duitse brisantbommen op de historische binnenstad met catastrofale gevolgen: 25.479 woningen, 2320 kleinere winkels, 1437 kantoren, 1319 werkplaatsen, 675 pakhuizen en vemen, 517 cafés en restaurants, 184 overige bedrijfsruimten, 69 schoolgebouwen, 31 warenhuizen, 31 fabrieken, 25 gemeentelijke- en rijksgebouwen, 24 kerkgebouwen, 22 feestgebouwen, 19 consulaten, 13 bankgebouwen, 13 ziekenhuisinrichtingen, 12 bioscopen, 10 inrichtingen van liefdadigheid, 4 stationsgebouwen, 4 dagbladbedrijven, 2 musea en 2 schouwburgen werden gedeeltelijk of volledig verwoest door de bommen en de daaropvolgende brand die gedurende meerdere dagen woedde. Ongeveer 80.000 mensen werden dakloos, 13% van de toenmalige bevolking. De oppervlakte van het verwoeste gebied besloeg 258 hectare - de brandgrens, die het gebied omsluit, wordt sinds 2010 verlicht. Ook stierven 850 mensen als gevolg van het bombardement. Op 15 mei 1940 capituleerde Nederland na dreigementen van de Duitse invaller dat er meer steden op dezelfde wijze zouden worden gebombardeerd als Nederland door zou blijven vechten, te beginnen met Utrecht.

### Ontstaan en verloop van het plan
Na het bombardement moest de stad opnieuw worden opgebouwd. Op 18 mei 1940, slechts vier dagen na het bombardement, kreeg W.G. Witteveen - werkzaam bij de gemeente Rotterdam als hoofd van de Afdeling Stadsuitbreiding en Gebouwen sinds 1924 - de opdracht van het Rotterdamse college van burgemeester en wethouders om een plan voor de wederopbouw voor de binnenstad, de wijk Kralingen en het Noordereiland te maken. Om de realisatie van een nieuwe binnenstad voor te bereiden kreeg hij verregaande bevoegdheden. Eerst moest het puinruimen beginnen en dit werd grondig aangepakt: er moest een nieuwe stad komen en veel oude gebouwen, maar ook grachten, bruggen, pleinen en sommige straten, pasten daar simpelweg niet in. Op bevel van de Duitse bezetter kreeg de Gemeentelijke Technische Dienst (GTD) van burgemeester en wethouders nagenoeg direct na het bombardement de opdracht om de stad puinvrij te maken. Dit moest gebeuren met een tijdelijke Opruimingsdienst die de beschikking had over een tamelijk ongecoördineerd leger, bestaande uit ruim 30.000 werklozen. De helft werd daarna al op 22 mei ontslagen. Het puinruimen werd vanaf eind mei door middel van een nieuwe afdeling genaamd Opruiming van de GTD beter gecoördineerd met ploegendiensten in zes verschillende wijken. Hun belangrijkste doel was ervoor zorgen dat de wegen weer vrij werden gemaakt. Naast de werklozen werden ook de Bouwpolitie, meerdere sloopbedrijven en zelfs het leger ingeschakeld om met spoed het verwoeste gebied op te ruimen. Hierbij zijn een flink aantal historische gebouwen verloren gegaan; 144 beschadigde panden die hersteld hadden kunnen worden binnen de brandgrens, werden door het departement van Onderwijs, Kunsten en Wetenschappen (OKenW) met een brief van 21 mei aan het college van burgemeester en wethouders van Rotterdam afgedaan. Over deze panden schreef de toenmalige secretaris-generaal van OKenW Gerrit van Poelje het volgende: "‘Het is een onbegonnen werk te trachten te midden van de algemeene ruïne enkele particuliere gebouwen in stand te houden. Er moet een nieuwe stad komen en men binde den nieuwen stedebouwer niet aan bestaande gebouwen. Voor behoud komen alleen in aanmerking: de Delftsche Poort, het Schielandshuis en wellicht de toren van de Sint-Laurenskerk, de kerk zelf niet". Andere belangrijke gebouwen, bruggen, pleinen, straten enzovoort, zoals de Groote Schouwburg en de Krattenbrug, stonden niet op de lijst en werden later dus ook echt gesloopt dan wel aangepast. Een opmerkelijke uitzondering is de sloop van de Sint-Laurenskerk, die nota bene door de Duitsers werd tegengehouden.
De particuliere grond in het centrum werd op 30 mei onteigend en alle leidingen en buizen, evenals de rest van de infrastructuur onder de grond, werden ook verwijderd. Hiervoor tekende generaal Henri Winkelman op 21 en 24 mei twee besluiten die dit mogelijk maakten. Johan Ringers werd aangesteld als Algemeen Gemachtigde voor de Wederopbouw. Hierdoor had Witteveen in principe vrij spel gekregen om de stad te herbouwen zonder rekening te houden met het verleden, iets waar hij echter bewust wel voor zou kiezen. De wederopbouw werd in juni in rijksdiensten georganiseerd om tijd en geld te besparen, bestaande uit het DIWERO (Dienst Wederopbouw Rotterdam) in 1940 en het ASRO (Adviesbureau voor het Stadsplan van Rotterdam) in 1941. Er werd een scheiding gemaakt tussen de resten, met het oog op de hergebruik van materialen. Voor de afvoer van al het puin reden in augustus ongeveer 1400 vrachtwagens af en aan op een vastgestelde route door de stad. Het grof puin liet Witteveen direct storten, bijvoorbeeld in de Kralingse Plas. Ook werden in 1940 meerdere historische grachten in hoog tempo gedempt; de Rotterdamse Schie, Blaak, Kolk, Schiekolk, Spuiwater en Hofpleinkolk werden alle volledig drooggelegd. Alleen bij de Schiedamse Vest gebeurde dit slechts gedeeltelijk. Het stadsbestuur was bij sommige besluiten pas achteraf op de hoogte gebracht, zo bleek later. Het was duidelijk dat Witteveen rekening hield met nieuwe verkeerswegen die moesten worden aangelegd bij alle dempingen. Het puinruimen heeft tot circa november 1940 geduurd. Witteveen en zijn medewerkers kregen ondertussen de beschikking over een verdieping in de gemeentelijke bibliotheek aan de Nieuwemarkt. Ze sliepen op veldbedden zodat er dag en nacht kon worden gewerkt. Omdat het Stadstimmerhuis aan het Haringvliet was verwoest, moest de stad tevens opnieuw in kaart worden gebracht. Witteveen wilde snel handelen: hij was angstig dat NSB'ers of Duitsers het initiatief zouden nemen bij de wederopbouw. Vooral een Groot-Germaanse havenstad naar stedenbouwkundig voorbeeld van Albert Speer, waar alleen de haven centraal stond en er praktisch geen ruimte was om te wonen in de binnenstad, wilde hij koste wat kost voorkomen.
In slechts een paar weken had Witteveen zijn plan klaar. Witteveen koos in zijn wederopbouwplan, dat in juli 1940 al in hoofdlijnen was afgerond, voor een stad die dicht bij de vooroorlogse situatie bleef. Wel probeerde hij oplossingen te vinden voor de (verkeerstechnische) problemen die aanwezig waren in de vooroorlogse stad: een gebrek aan ruimte voor het verkeer, huizen van slechte kwaliteit dankzij verzakkingen, en de krottenwijken rond de Goudsesingel waren serieuze kwesties die ook voor het bombardement al voor de nodige hoofdbrekens hadden gezorgd. Witteveen wilde dit oplossen met een verbeterde verkeersdoorstroming met brede 'parkways' (een aangelegde doorgaande weg in een park of aansluiting op een park waarvan vrachtwagens en andere zware voertuigen zijn uitgesloten), een hogere kwaliteit van bebouwing op het gebied van esthetiek en de sanering van de krottenwijken rond de Goudsesingel. Een voorbeeld daarvan is het Hofplein, dat een knooppunt en monumentaal industriepaleis moest worden. Later zou Witteveen ruzie krijgen met modernistisch architect Jacobus Johannes Pieter Oud over hoe dit plein eruit zou komen te zien. Stedenbouwkundig bleef hij echter wel vasthouden aan gesloten bouwblokken met een monumentaal straatbeeld. Hij wilde een romantisch stadsbeeld, gericht op de handhaving van het verleden, en hechtte veel waarde aan het behoud van de historische stadsdriehoek en in het bijzonder de 'buitenstad'. Ook de grondvorm van de middeleeuwse stad was erg belangrijk voor Witteveen. Hij gaf hieraan de voorkeur boven een rechthoekig stratenpatroon die op radicale wijze met de plattegrond van de vooroorlogse stad brak, iets wat zijn opvolger later wel zou doen. De architectuur was traditioneel van oorsprong; er werden gevelbeelden geschetst waarin sprake was van pandsgewijze opzet en pakhuizen met tuitgevels. De door Witteveen aangestelde toezichthouders moesten de kwaliteit over de gehele linie bewaken. Hij dacht vooral driedimensionaal en ontwierp een toekomstig Rotterdam met behulp van perspectieftekeningen. "De Rotterdammer moest zijn eigen stad weer kunnen herkennen na de oorlog, hoezeer deze ook veranderd moge zijn.", was de gedachte. Witteveen wilde echter geen restauratie van de stad, zoals in sommige Duitse en Belgische steden in het verleden wel gebeurde: hij wilde een moderne stad op het oude patroon. Dit betekende dat, van de 25.000 woningen die ooit in het centrum stonden, er slechts 10.000 zouden terugkeren: de overige 15.000 zouden elders in de stad herrijzen. Naast dit alles maakte hij later, in 1941, ook gebruik van het al deels uitgevoerde verkeerswegenplan van Abraham Burgdorffer. Andere ideeën van het plan van Witteveen waren:
- Een aanpassing in de Ceintuurbaan, waarbij een directe verbinding moest worden gerealiseerd tussen station Delftse Poort en Gouda via een nieuw tracé vanaf Nieuwerkerk aan den IJssel. De oude route naar het in 1940 volledig verwoeste Maasstation kon dan komen te vervallen.[21][23][27][28][29]
- De aanpassing van huidige of nog de creëren Rijkswegen. Tot deze Rijkswegen hoorden de A20, A13, N3 en A16.[21]
- De toenmalige hoge zeedijk bij de Hoogstraat moest vervangen worden door een nieuwe dijk nabij de Nieuwe Maas, die de naam Maasboulevard zou krijgen.[17][21][27][30]
- Ten noorden van de Willemsbrug zou over de boulevard een bredere verkeersweg worden aangelegd die direct naar het Beursplein zou lopen.[21]
- Verder zouden er nog twee brede verkeerswegen worden aangelegd die direct van het Beursplein naar de Goudsesingel en Oostplein zouden lopen. Deze wegen zouden respectievelijk 50 en 40 meter breed worden.[21]
- De Oude Binnenweg zou tot 40 meter worden verbreed zodat de doorstroming van het verkeer kon worden bevorderd. Hetzelfde zou moeten gebeuren bij de Kruiskade, Aert van Nesstraat en Van Oldenbarneveltstraat.[21]
- De weekmarkt zou worden verplaatst van de Binnenrotte naar de Goudsesingel op een nieuw, groot terrein van 60 meter breed.[21]
- Ongeveer tienduizend nieuwe woningen zouden worden gebouwd in een nieuwe woonwijk die zich zou uitstrekken vanaf de Goudsesingel en Goudse Rijweg. Aan de noordkant zou een gordel van groen (die Witteveen de "gordel van smaragd" noemde) worden aangelegd vanaf het Hofplein tot Kralingen.[21][23][28][29]
- De Rotte zou worden verbonden met de Delftsevaart.[27]
- De spoorbrug zou met twee meter moeten worden verhoogd en de Willemsbrug met 3.50 meter, of worden gesloopt. De brug zou uitkomen op een nieuw en groot plein, dat makkelijk te bereiken zou zijn vanaf het Beursplein en de Blaak.[27]
- Na de herinrichting van de Blaak en het Hofplein zou er ruimte vrijkomen voor nieuwe parkeerplaatsen.[27]
- De aanleg van een dam in het zuidelijke punt van de Kralingse Plas, tussen het schiereiland en de Plasmolens De Ster en De Lelie. Ook zou hier een groot restaurant komen dankzij de vrijgekomen ruimte.[17][30]
- Ook zou er een nieuwe woonwijk bij de Kralingse Plas komen, waar 800 nieuwe woningen zouden worden gebouwd.[19]

Zijn stadsplan borduurde voort op zijn reeds gemaakte vooroorlogse plannen, en kon dus snel worden gepresenteerd. De Duitsers waren zeer geïnteresseerd om te zien hoe 'hun' grote havenstad er in de toekomst uit kwam te zien. Hierdoor bezocht rijkscommisaris Arthur Seyss-Inquart in juni 1940 de presentatie van de nieuwe plannen om zich te laten informeren. Die vond de plannen voor een stad met een toekomstige één- tot twee miljoen inwoners nogal bekrompen, maar de Duitse bezetter was in het algemeen voorlopig tevreden en gaf groen licht. Het Stadsplan voor den Wederopbouw was in 1941 vastgesteld, en in oktober van dat jaar werd een maquette van het plan in het Museum Boijmans tentoongesteld. Völckers zag toe op de uitvoering van de wederopbouw. Dit ging echter niet zonder slag of stoot: Völckers ontplooide een onderhuidse voorliefde voor Rotterdam en werd door de Duitsers op een gegeven moment als 'te pro-Rotterdams' gezien. Hij bemiddelde vaak tussen Witteveen en de bezetter als Witteveen iets deed wat de Duitsers niet zinde.
De wederopbouw kwam in de daaropvolgende jaren nauwelijks van de grond door de voortslepende oorlogssituatie. Na het puinruimen en de sloop van gebouwen die 'onherstelbaar' werden geacht, werden er in hoog tempo noodwoningen en noodwinkelcomplexen aan de Jongkindstraat, Mathenesserlaan en Goudsesingel gebouwd. Tot echte bouwactiviteiten kwam het echter nauwelijks. De voor de oorlog al begonnen projecten, zoals de nieuwe Rotterdamse Diergaarde en de Maastunnel, werden wel afgebouwd, maar het nieuwe kantoor van de Rotterdamsche Bank aan de Coolsingel was slechts voor de helft voltooid. Eigenlijk werd destijds alleen het project Wereldhaven aan de Goudsesingel gerealiseerd. Op 1 juli 1942 werd door de Duitse bezetter een algehele bouwstop ingesteld en vanaf toen werden op open plekken in de stad graan en andere gewassen verbouwd. Ondanks de bouwstop werkten Witteveen en zijn architecten op papier nog altijd door aan het toekomstige Rotterdam, dat nu steeds meer een 'papieren stad' begon te worden.

### Kritiek
Gedurende de oorlog begonnen de ideeën over de wederopbouw van de stad te veranderen. De bouwstop gaf ruimte tot inhoudelijke discussie en een groep prominente Rotterdamse zakenlieden onder leiding van de toenmalige directeur van Van Nelle, Cees van der Leeuw, de Club Rotterdam en meerdere architecten van Opbouw (een vereniging van architecten en kunstenaars die de stijl van het nieuwe bouwen in de zuiverste functionele vorm nastreefden) uitten vanaf 1942 kritiek op de plannen van Witteveen. Zij vonden dat er niet naar de wederopbouw moest worden gekeken met een esthetische, maar juist een economische bril: het moest zakelijker en functioneler. Ook prefereerden de meeste industriëlen de wederopbouwideeën van architecten Willem van Tijen en Johannes van den Broek die ze hadden vastgelegd in de publicatie Woonmogelijkheden in het nieuwe Rotterdam. Witteveen raakte door de serieuze tegenslagen en steeds groter wordende oppositie van zijn toekomstplannen gedesillusioneerd en overwerkt, en ging op 1 april 1944 met ziekteverlof - aanvankelijk voor een tijdje, daarna permanent toen hij in 1945 eervol ontslag nam. Na zijn ziekteverlof zou Witteveen tot aan zijn dood nooit meer een bezoek brengen aan Rotterdam.

### Realisatie
Van de originele plannen van het wederopbouwplan van Witteveen is in het hedendaagse Rotterdam nauwelijks iets gerealiseerd. Het bekendste voorbeeld van zijn wederopbouwplannen en architectuur is het gebouw van de Rotterdamsche Bank aan de Coolsingel, die de vooroorlogse rooilijn volgt. Ook het PTT-kantoor aan de Botersloot is in de traditionalistische stijl gebouwd. Op de Oude Binnenweg, aan de Hoogstraat nabij de Vlasmarkt en in de Pannekoekstraat staan een paar voorbeelden van individuele woningen met meerdere archaïsche details, zoals een woningblok met huisnummers 46-48 dat opvalt tussen de overige woningen in functionalistische trant. Ook de kademuren, bruggen en brughuisjes langs de Steigersgracht, Delftsevaart en het Stokviswater die tijdens de oorlog zijn aangelegd, zijn duidelijke restanten van de originele plannen die Witteveen had om de stad in zijn visie te herbouwen. Bruggen als de Vlasmarktbrug, Wezenbrug, Soetenbrug, Stokvisbrug, Karnemelksbrug en Admiraal de Ruyterbrug zijn allen in de traditionalistische wederopbouwstijl van Witteveen gerealiseerd.

### Nieuw Basisplan
Zijn assistent Cornelis van Traa volgde hem op en stelde vervolgens het Basisplan op: een radicaal en functioneel stadsplan op basis van de ideeën van Witteveen. In dit nieuwe Basisplan zouden alleen de stadsdriehoek van de Coolsingel, Goudsesingel en Boompjes nog herkenbaar blijven.
Nadat op 28 mei 1946 het Basisplan door de Rotterdamse gemeenteraad was aangenomen, werd op 17 mei 1947 de allereerste Opbouwdag gehouden, omdat de 18de dat jaar op een zondag viel. In tegenstelling tot een herdenking was het juist een viering van de wederopbouw en de nieuwe stad die verrees,een traditie die tot 1970 bleef bestaan.
Vanaf het moment dat Plan-Witteveen niet langer het primaire wederopbouwplan was, verdween het uit de publiciteit tot aan de jaren negentig. Het zeer gedetailleerde plan werd toen in het Rotterdamse Stadsarchief herontdekt. Museum Rotterdam liet vervolgens een schaalmodel maken van deze nooit gebouwde stad.
Op 18 mei 2017 besloot het Museum Rotterdam om, ter gelegenheid van de Opbouwdag, dit schaalmodel tentoon te stellen. De maquette, die tweeënhalf bij drie meter is, liet de wederopbouwplannen van Witteveen binnen de brandgrens zien, en was slechts een dag lang te bezichtigen.

## Fotogalerij

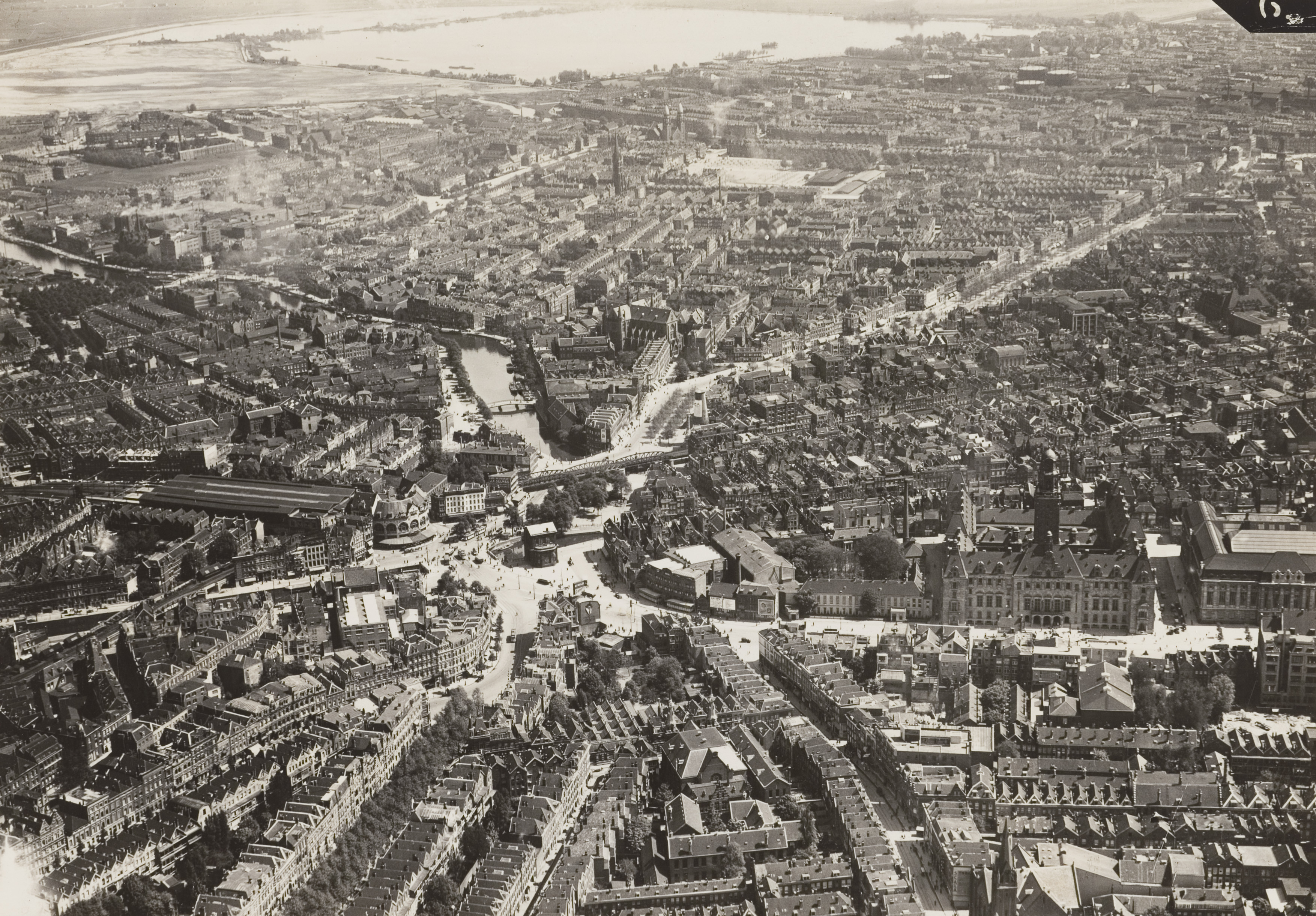
Een luchtfoto van de situatie van een van de grootse verkeersknelpunten in het vooroorlogse Rotterdam tussen 1920 en 1940: het Hofplein.
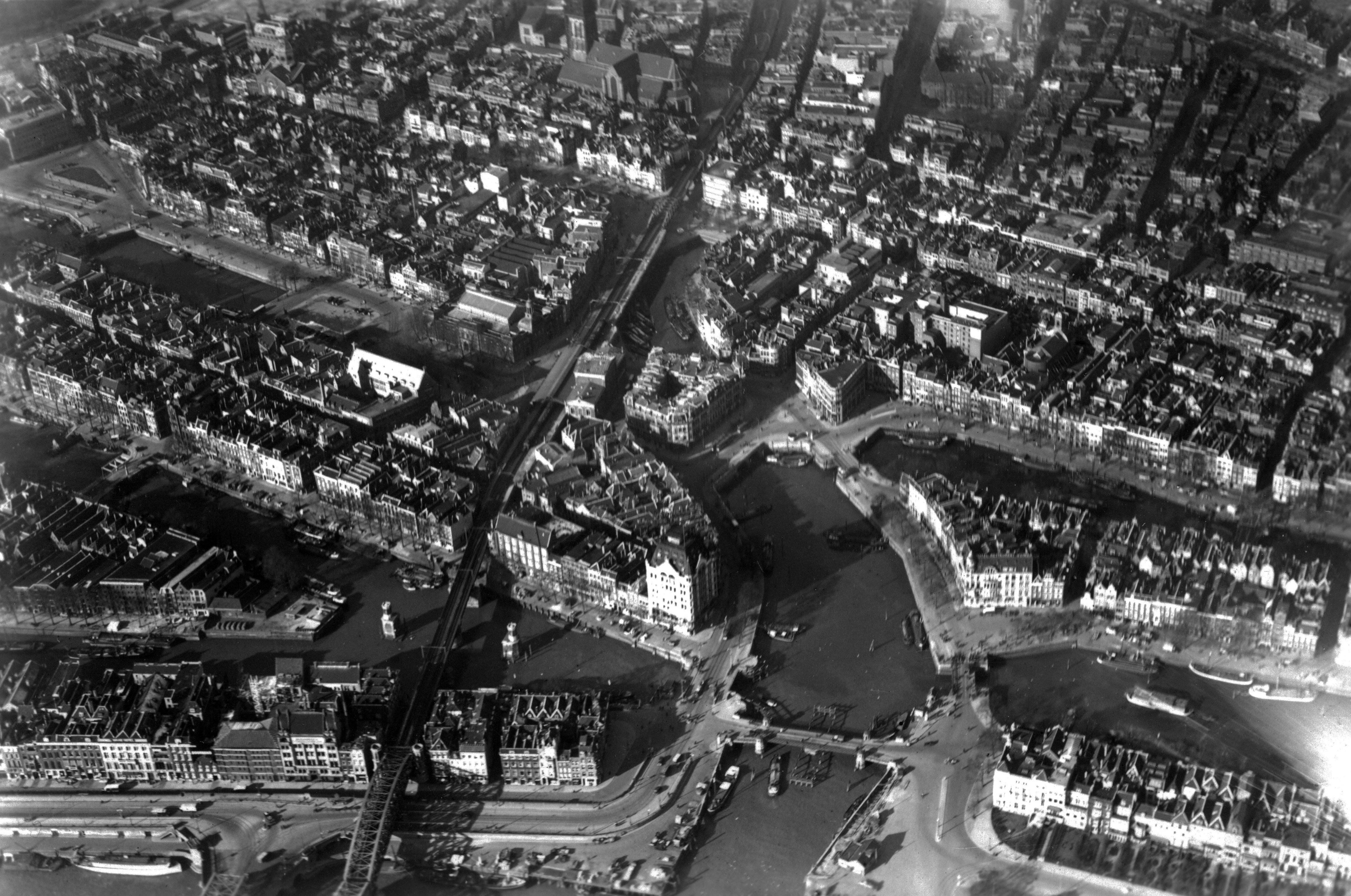
Een andere luchtfoto van de dichtbevolkte, vooroorlogse Oude Haven met het Witte Huis. Na de oorlog en Plan-Witteveen was de Nieuwe Haven rechtsboven de Oude haven gedempt en Roobrug gesloopt, maar de plannen voor de sloop van het Witte Huis voor een grote rotonde zijn nooit gematerialiseerd.
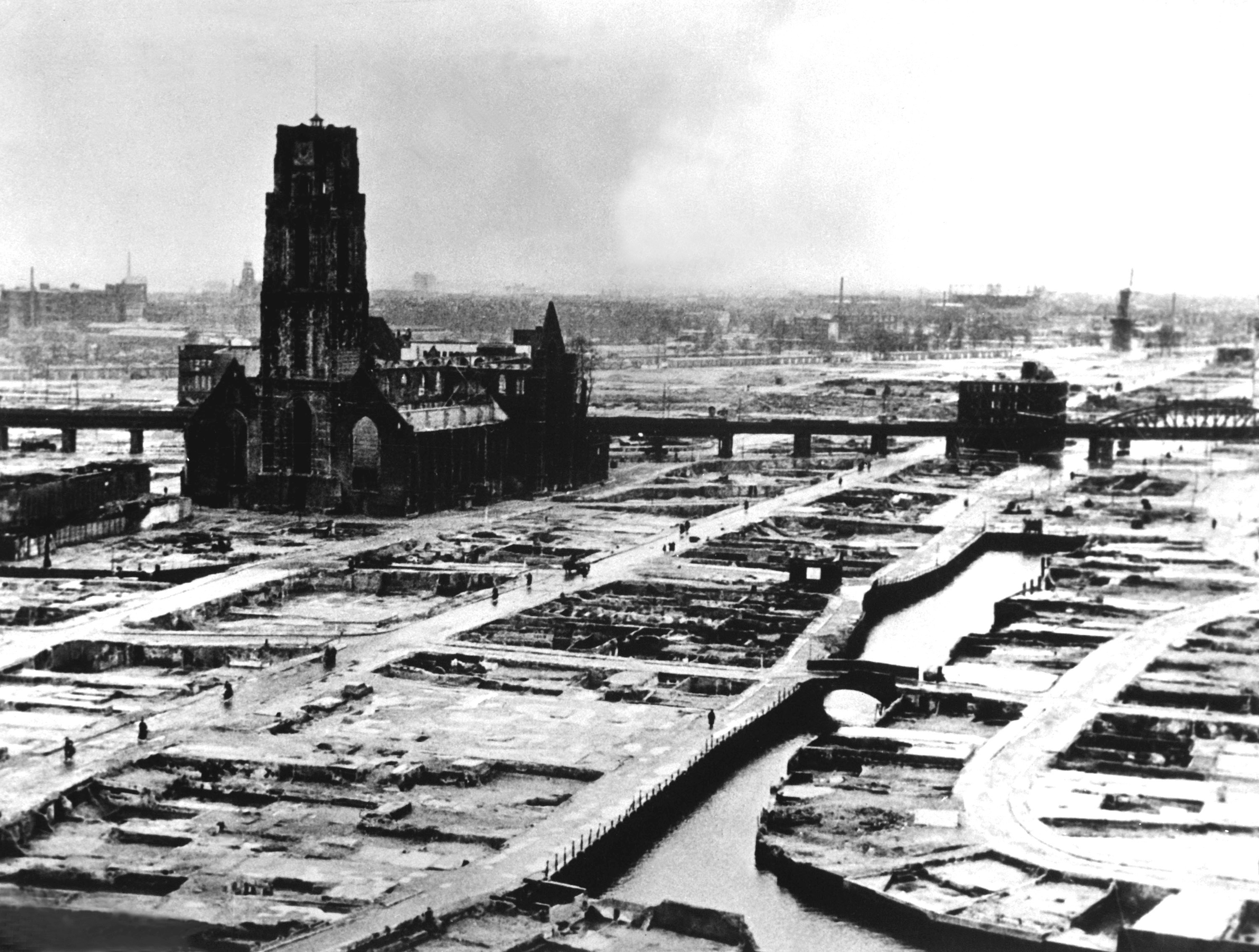
Het centrum van de stad na 14 mei 1940. Links de restant van de Sint-Laurenskerk en erachter het Luchtspoor. Deze leegte vormde kort hierop de inspiratie voor Plan Witteveen.
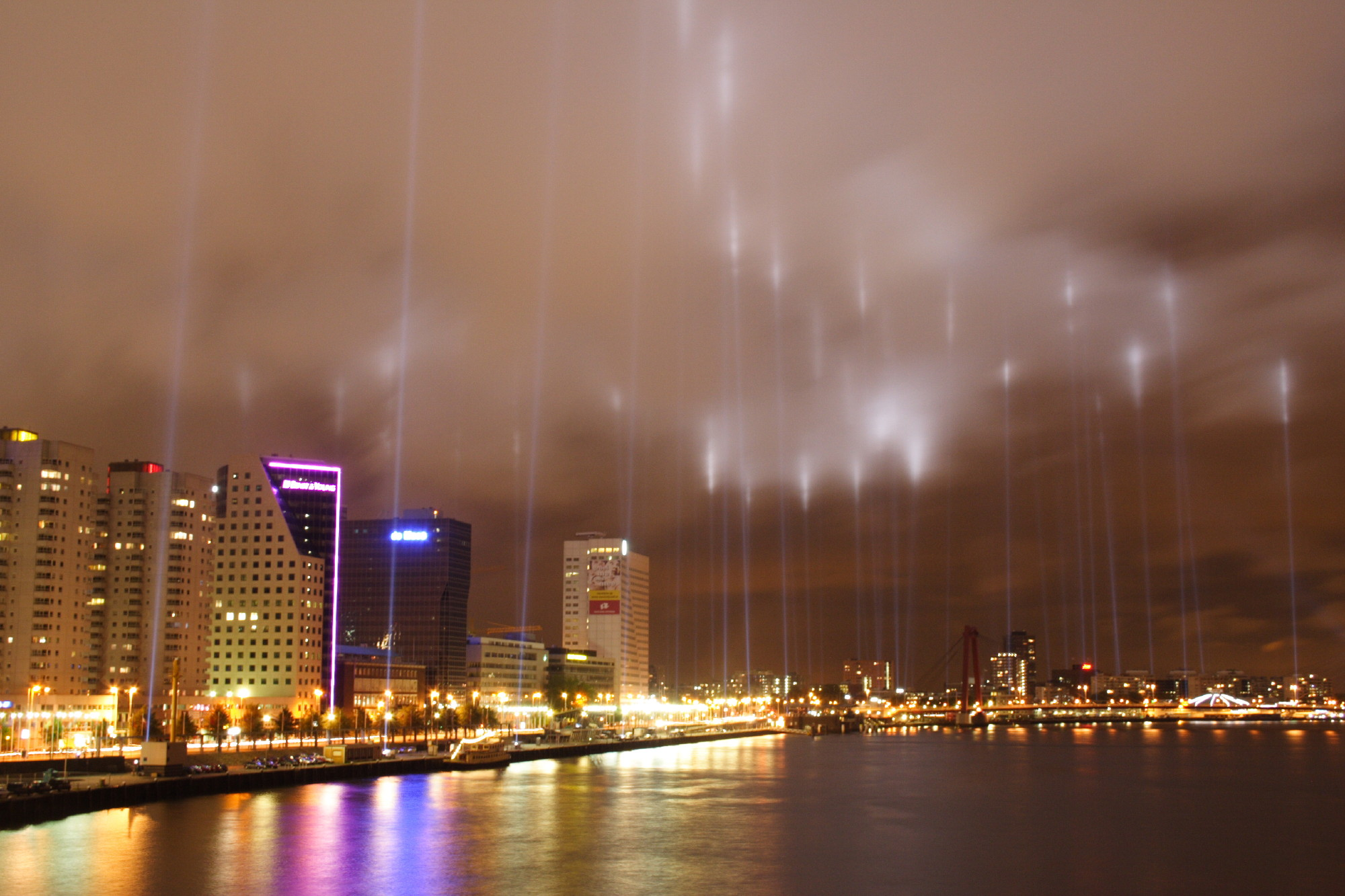
Een herdenking van het bombardement in 2007. Sinds 2010 is de brandgrens verlicht.
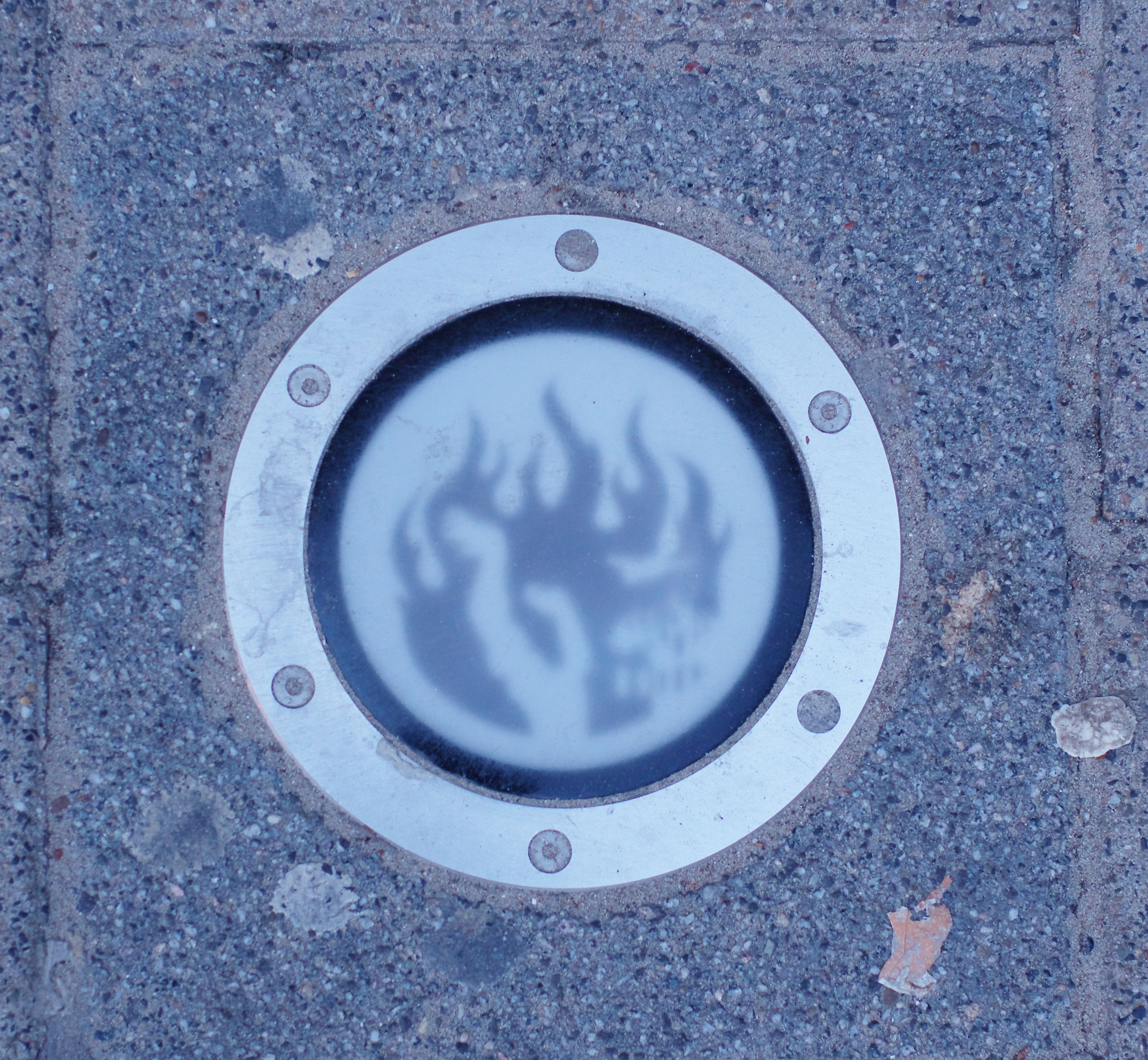
Een lampje dat de brandgrens aangeeft. In het lampje is De verwoeste stad van Ossip Zadkine, een Heinkel bommenwerper en een brandend gebouw afgebeeld.
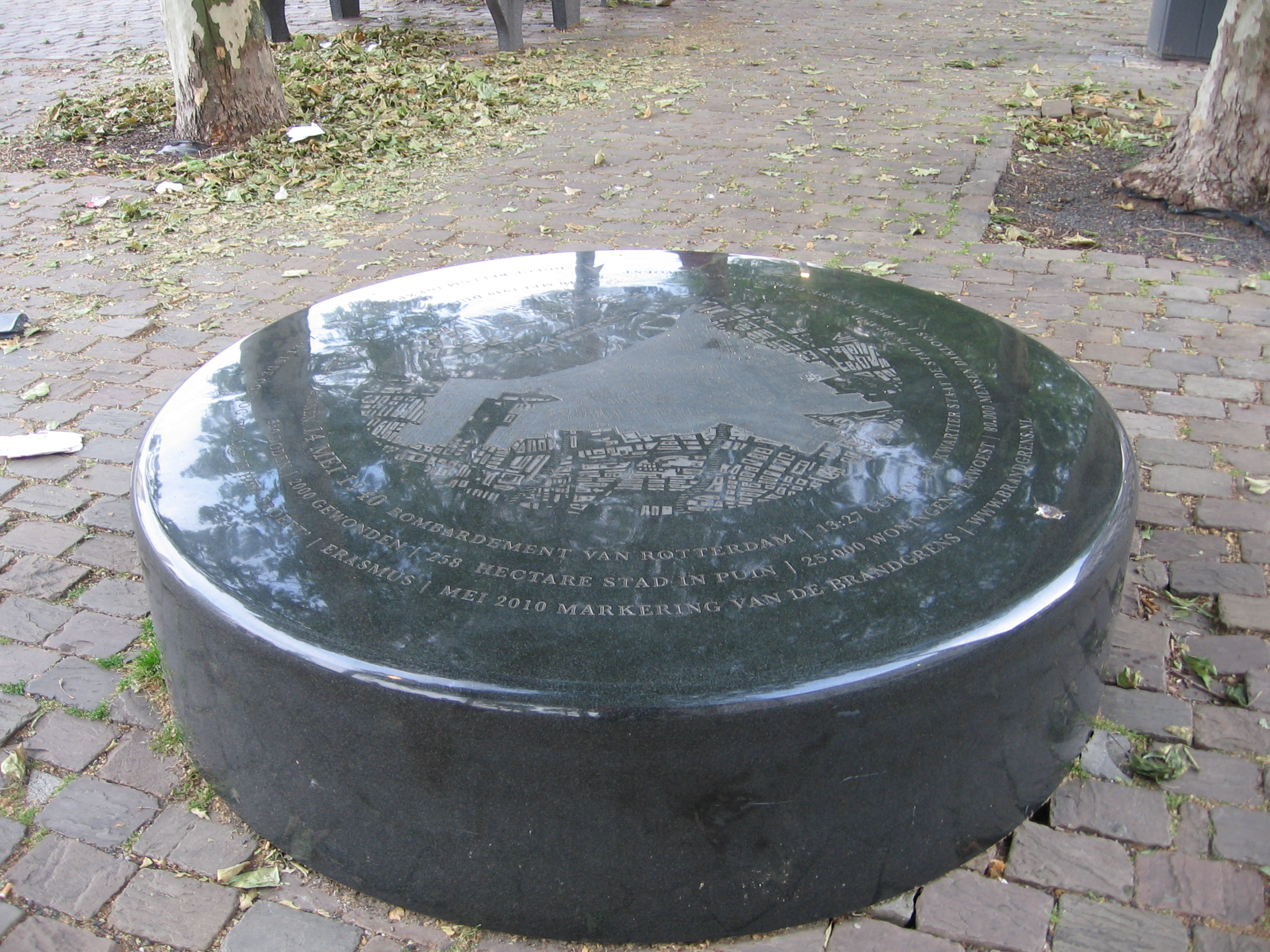
Een monument van het bombardement van 14 mei 1940, met het aantal gebouwen die op deze dag verwoest zijn.